# 细枝青藓
细枝青藓（学名：Brachythecium buchananii），又名多折青藓，为真藓科青藓属下的一个种。

## 扩展阅读
- 維基物種上的相關：细枝青藓